# Palacio de la Equitativa
El edificio del Banco Español de Crédito, denominado también palacio de la Equitativa es un edificio situado en un terreno de planta trapezoidal en la confluencia de las calles Alcalá (número 14) y Sevilla (números 3 y 5) de Madrid (España). Fue construido a finales del siglo XIX por José Grases Riera como sede de la Compañía de Seguros La Equitativa, filial en España de la estadounidense The Equitable Life Assurance Society, y posteriormente adquirida por el Banco Español de Crédito. 
Tras varios procesos de fusiones bancarias, acabó en manos del Banco Santander, que lo vendió en 2012 —fecha en la que fue declarado bien de interés cultural, junto con otros cinco edificios colindantes, entre ellos el edificio del Banco Hispano Americano— al grupo OHL. En esa década comenzó su reforma, que conservó la fachada del inmueble, en el marco de la denominada operación Canalejas, destinada a su conversión en un hotel de lujo de la cadena Four Seasons.

## Historia

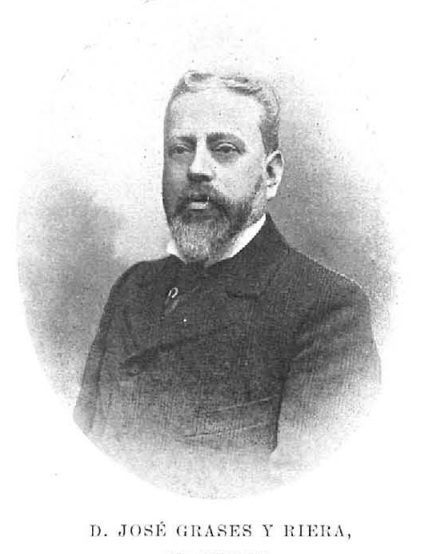
Grabado de José Grases Riera, responsable del diseño y ejecución del palacio del Equitativa, en La Ilustración Española y Americana, 8 de enero de 1901

La reforma urbana llevada a cabo por el Ayuntamiento de Madrid entre 1867 y 1885 para enlazar con holgura la calle de Alcalá y la carrera de San Jerónimo, siguiendo los principios haussmanianos imperantes en la época, dio como resultado el ensanchamiento hasta 22 metros de la calle denominada antiguamente de Panaderos y luego de Peligros Ancha, convertida en la calle de Sevilla y la creación de la plaza de las Cuatro Calles, posteriormente bautizada como plaza de Canalejas, resolviendo el encuentro con las calles del Príncipe y de la Cruz. Esta operación, unos años posterior a la transformación de la Puerta del Sol, constituyó un paso más en el proceso de dignificación del centro histórico, cuyo mayor exponente fue la apertura de la Gran Vía en 1910. Los solares resultantes del proceso de reforma en este ámbito urbano fueron subastados en 1885, estando su adquisición al alcance únicamente de instituciones o grandes empresas. El enclave de las calles Virgen de los Peligros, Alcalá y Sevilla se convirtió en uno de los centros financieros de la ciudad, y en las décadas siguientes fue testigo de la instalación de bancos y compañías de seguros, junto con el comercio de lujo y los más célebres cafés y restaurantes (como por ejemplo, los de Fornos, Suizo y Lhardy).
Sobre el solar más atractivo obtenido de la operación urbanística —de planta trapezoidal y ofreciendo una esquina o proa en ángulo agudo- situada en la confluencia de las calles Alcalá y Sevilla—, mostró su interés, en 1878, una sociedad inmobiliaria francesa representada por el barón Arnoud de Rivière. Incluso antes de haberse aprobado la operación de ensanche de las calles, se publicó en prensa un proyecto de los arquitectos Albert Duclos (1842–1896) y William Klein —«que tanto han contribuido en estos últimos años al ornato de la ciudad de París»—, el cual no llegó a llevarse a cabo. Adscrito al eclecticismo académico francés, sus fachadas estaban organizadas a la manera clásica con basamento, un cuerpo intermedio con grandes columnas exentas en algunos tramos de fachada, y cubierta amansardadas en coronación. La esquina se resolvía mediante un cuerpo cilíndrico o rotonda con remate cupuliforme —las mansardas y las rotondas angulares se harían habituales en Madrid desde entonces—.
Fue, sin embargo, la compañía de seguros de vida de capital estadounidense La Equitativa, que había obtenido en 1882 la autorización para establecer en Madrid una sucursal, cuya dirección ocuparía Juan A. Rosillo, quien adquirió en 1886 el solar. La Equitativa planteó un concurso de proyectos para su delegación en Madrid. El programa de necesidades del edificio incluía locales comerciales, oficinas para la compañía, así como de alquiler, y viviendas.
Se presentaron siete arquitectos al concurso. El ganador fue el barcelonés José Grases Riera, condiscípulo de Gaudí, que se había educado en el estilo académico francés omnipresente en las escuelas de buena parte de Europa, y que sin duda conocía la propuesa de Duclos y Klein. Su habilidad en el manejo de este lenguaje no impidió que más tarde explorara otros estilos, dejando prueba de ello en obras tan significativas de la ciudad de Madrid como el New Club, en la esquina entre Alcalá y Cedaceros, el Teatro Lírico de la calle del Marqués de la Ensenada —en la actualidad sede del Consejo General del Poder Judicial—, el Palacio Longoria de la calle Fernando VI —hoy sede de la Sociedad General de Autores y Editores— o el monumento a Alfonso XII del Parque del Retiro.

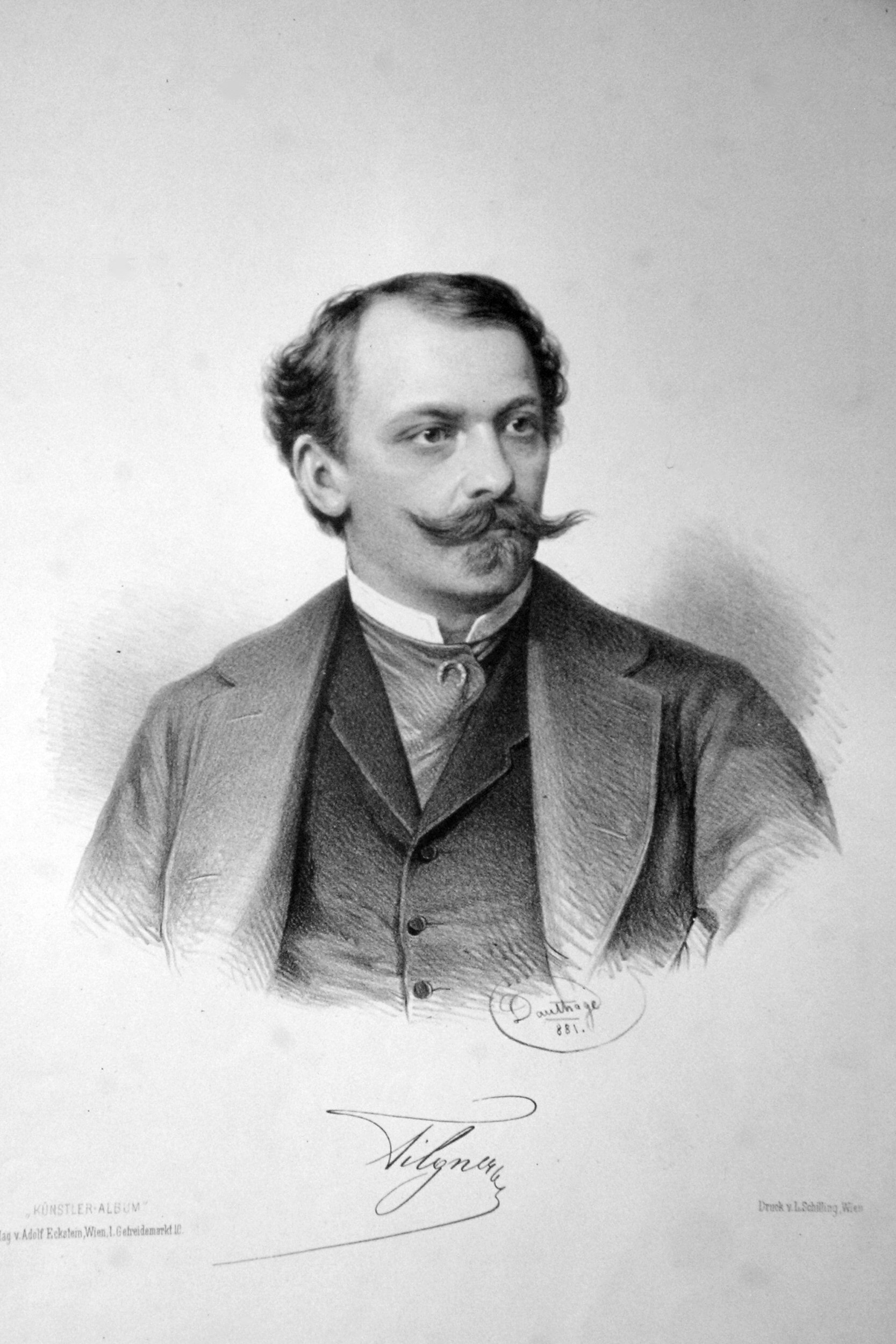
Viktor Tilgner, autor de La protección de la orfandad y la viudez, en una litografía de 1881

Según Pedro Navascués, Grases conocía sin duda alguna el proyecto de Duclos y Klein, que fue cambiado y mejorado en la propuesta de Grases, tal como finalmente se construyó. Amparo Berlinches, sin embargo, señala que el concurso tenía por objetivo contratar a un arquitecto local que se encargase de ejecutar el proyecto realizado por Edward E. Raht, arquitecto neoyorquino responsable de la construcción de las delegaciones de la compañía de seguros fuera de Estados Unidos. Los proyectos presentados fueron enviados a la sede de la compañía en Estados Unidos, trasladándose Raht a Madrid para tomar una decisión «sobre el terreno». Tras seleccionar a Grases, le traspasó «todas las atribuciones que él tenia recibidas de la Sociedad».
El proyecto del año 1887 con el que Grases obtuvo licencia fue sustancialmente modificado durante la ejecución de las obras, ganando en complejidad y originalidad. El basamento de dos plantas se enriqueció con la combinación de huecos rematados en arcos de medio punto o arcos rebajados, mientras que para soportar la cornisa de las balconadas combinó las consabidas ménsulas curvilíneas con otras en forma de cabeza de elefante —Grases usó aquí por primera vez este motivo, el cual emplearía de nuevo en otros proyectos, como el del Teatro Lírico—. La cúpula elipsoidal de la esquina se transformó en un original torreón de cobre y forja con mirador, rematado por una esbelta cúpula bulbosa que destaca en el paisaje urbano. En el propio esquinazo, sobre la línea de balaustradas del basamento se dispuso una hornacina de generosas dimensiones para albergar el grupo escultórico en bronce denominado La protección de la orfandad y la viudez, obra del artista austríaco Viktor Tilgner. Se trataba de una escultura de unos cuatro metros de alto representando a una matrona romana protegiendo a un niño y a una madre con un recién nacido en su regazo. La figura central presenta analogías con La Victoria de Samotracia. Provenía de un diseño de Raht, sobre el que Tilgner realizó el molde, y que luego fue vaciada en la Fundición de Arte Imperial de Viena (en donde también se fundieron el resto de ornamentos de bronce). Existen réplicas idénticas de este grupo en Viena y Melbourne —del mismo autor y encargadas también por The Equitable para sus sedes en dichas ciudades—. Sobre la hornacina, se dispuso una cartela granito rojo con marco de bronce con el rótulo «LA EQUITATIVA / DE LOS / ESTADOS UNIDOS / MDCCCLIX».
Sobre la cornisa superior se colocó un frontispicio de piedra con reloj, flanqueado por dos figuras de bronce dorado representando respectivamente el Pasado y el Porvenir, y sobre él un águila imperial sujetando el escudo estadounidense. El resultado fue una brillante muestra del eclecticismo académico, con un magistral empleo de nuevos materiales que preludiaba el modernismo, con un elaborado diseño que llega al virtuosismo en los detalles de cerrajería y los faroles. No obstante, el proyecto madrileño guarda similitures con otras sedes de la compañía estadounidense, como el Palais Equitable de Viena realizado por Andreas Streit y con decoración también de Viktor Tilgner.
Desde el momento de su inauguración en 1891, el edificio se convirtió en una referencia de la nueva arquitectura financiera, basada en parámetros compositivos de la arquitectura palaciega tradicional, que no serían superados hasta la generación siguiente, cuando se desarrollaron tipologías y modelos específicos para oficinas y centros de negocios. Como edificio emblemático de Madrid, fue reproducido innumerables veces en postales y revistas. Junto a las oficinas de la empresa aseguradora, en la planta principal y una parte del entresuelo se instaló el Casino de Madrid, hasta su traslado a la nueva sede proyectada en la calle Alcalá. Más tarde le sustituyó el Círculo de Bellas Artes. Puede afirmarse que La Equitativa fue el primer edificio monumental de Madrid de carácter terciario o multifuncional.
A pesar de la excelencia de su monumental fachada, el edificio estaba lastrado por algunas peculiaridades del programa funcional. En primer lugar, la mayor parte de la planta baja se dedicaba a locales comerciales, lo que entraba en conflicto con un diseño totalizador de la fachada. El arquitecto, para resolver compositivamente las dos largas fachadas dispuso pilastras marcando la zona central y los extremos de cada una de ellas. En el basamento, los huecos enmarcados por pilastras fueron enfatizados con arcos de medio punto, ménsulas en forma de cabezas de elefante soportando la balconada y farolas de báculo sobre la balaustrada del piso principal, de forma que el edificio aparentaba tener accesos en el centro y los extremos de cada fachada. Esa composición no tenía correspondencia con la organización funcional interna, ya que solo tres de los once arcos proyectados eran accesos reales al edificio, y el resto eran simples locales comerciales. Los accesos disponían de cancelas de forja de elaborado diseño que llegaban al entresuelo y el resto de huecos tenía tratamiento unificado con cierres enrollables y toldos.
El interior del edificio, salvo las crujías exteriores y la escalera principal de mármol ubicada en el eje de simetría, era poco claro en su distribución, con un patio irregular en el centro del solar y otro secundario junto a la medianería oeste. A pesar de la suntuosa decoración de algunos locales, el interior carecía de interés tipológico y se aproximaba más al concepto de arquitectura doméstica que institucional. Las plantas baja y primera, en lugar de muros de carga, tenían alineaciones de columnas de fundición enfrentadas a cada machón de fachada, para conseguir mayor diafaneidad y permitir cambios en la distribución de los locales comerciales. Sobre las columnas, dobles carreras de hierro colocadas en cajón soportaban los muros de carga de ladrillo de las plantas superiores. Los forjados eran de acero, así como la estructura inclinada de los sotabancos ubicados bajo las cubiertas. La cubrición se realizaba con teja plana vitrificada en color negro, solución habitual en la época para cubiertas de perfil quebrado como alternativa al cinc o la pizarra.

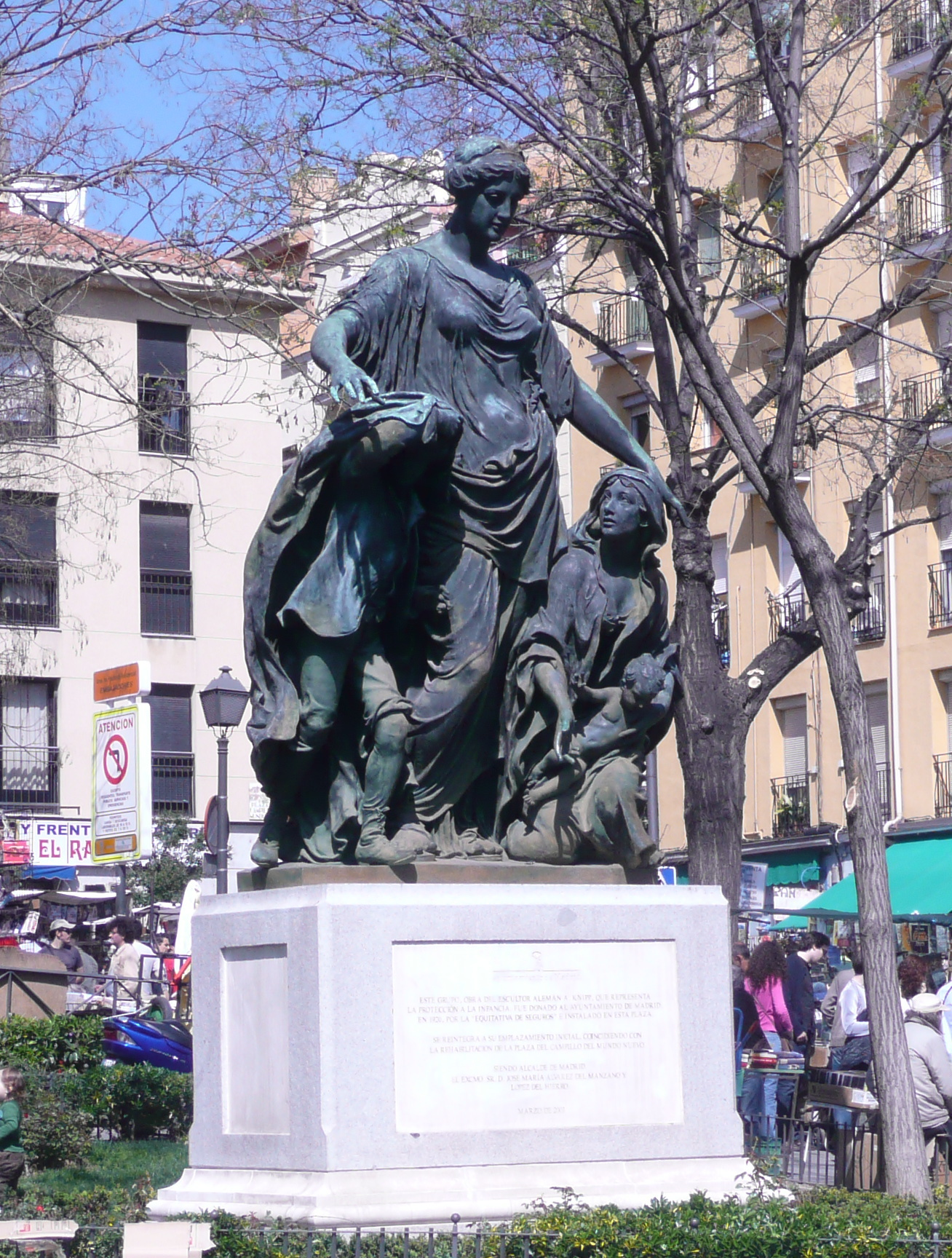
La protección de la orfandad y la viudez, en su ubicación actual en el rastro

Entre 1902 y 1906 se construyó en el solar contiguo, con fachada principal a la plaza de Canalejas, el edificio del Banco Hispano Americano. Proyectado y ejecutado por el arquitecto Eduardo Adaro, a pesar de ser de menor altura, presentaba una balaustrada en su fachada que mantenía la continuidad con la del edificio de La Equitativa.
En 1902 se creó el Banco Español de Crédito, promovido por los accionistas de la Sociedad General de Crédito Mobiliario Español, convirtiéndose rápidamente en un importante instrumento para canalizar el ahorro privado en gran parte del país. El banco, instalado inicialmente en un edificio en el paseo de Recoletos, adquirió en 1920 el edificio La Equitativa para instalar su sede central, encargando las obras de adaptación al arquitecto Joaquín Saldaña, uno de los más representativos de la arquitectura cosmopolita y aristocrática de principios de siglo. Exteriormente, las obras consistieron en la retirada del grupo escultórico de bronce de la hornacina, donado al Ayuntamiento de Madrid —que lo instaló en la plaza del Campillo del Mundo Nuevo, en la Ronda de Toledo, en el área del Rastro madrileño—, el cierre de dicha hornacina con un aplacado de mármol para situar el rótulo institucional del banco, así como la modificación de los accesos, transformando los escaparates de los comercios en grandes ventanas mediante petos de piedra y rejas de forja, diferentes de las cancelas diseñadas por Grases, pero a juego con ellas. Al eliminar los cierres enrollables de los locales comerciales, se añadieron planchas decoradas de bronce bajo el canto de los forjados para ocultar los falsos techos interiores. El proyecto conservado muestra en planta baja una sola puerta de acceso en el centro de la fachada de la calle Alcalá y dos en la fachada de la calle Sevilla, cambiando de posición la antigua puerta cochera. No obstante, en los años siguientes se habilitaron dos nuevas puertas con cancelas similares a las originales. Posiblemente en este momento se retiró del torreón de la esquina el águila imperial y el escudo estadounidense.
Interiormente la reforma se centró en la adaptación de las plantas inferiores al uso bancario, manteniendo los patios originales de forma irregular. En el sótano se dispusieron archivos, cajas de seguridad e instalaciones. En planta baja, los locales comerciales se sustituyeron por oficinas, salvo un sector de la calle Sevilla que conservó momentáneamente el uso comercial. Se modificaron varias cajas de escaleras y los accesos a las mismas, aunque se mantuvo casi intacta la escalera principal próxima al chaflán. El entresuelo se adaptó también al uso bancario, compartiendo espacio con otros usos en alquiler, mientras que el resto de las plantas superiores siguió manteniendo mayoritariamente el uso de vivienda. Con la intervención de Joaquín Saldaña, el edificio reinaugurado en 1922 por el rey Alfonso XIII ganó en coherencia y monumentalidad, consolidando su imagen de sede financiera, aunque todavía la correspondencia formal entre exterior e interior no se había conseguido de un modo satisfactorio.
En mayo de 1940, el arquitecto Javier Barroso Sánchez-Guerra modificó puntualmente la fachada de la calle Sevilla en la misma línea realizada por Joaquín Saldaña. Las obras se describieron como Cierre de hueco en planta baja, en la misma forma que los adyacentes, con zócalo de cantería y reja de hierro copia exacta de las contiguas. En septiembre de 1940, se concedió licencia para revocar las fachadas de 145 huecos del edificio, obra que probablemente consistió en la dignificación de los patios, puesto que exteriormente era de granito y piedra marmórea.
En 1942, el Banco Español de Crédito encargó un ambicioso proyecto de reforma y ampliación del edificio al propio Javier Barroso Sánchez-Guerra y a Fernando Cánovas del Castillo. El primero tenía experiencia en ampliación y restauración de edificios históricos como la Colegiata de San Isidro y abordaría a continuación la del palacio de la Marquesa de la Sonora para el Ministerio de Justicia, así como en la reconstrucción y ampliación de un conjunto importante de obras en la Ciudad Universitaria de Madrid. El segundo había participado en el proyecto del Parque Residencia de los Altos del Hipódromo. La reforma, que duraría hasta 1954, daría el edificio el aspecto que tiene en la actualidad. En septiembre de 1942, al solicitar la licencia de reforma, ya advertían los arquitectos que las obras se planteaban en varias fases, ante la imposibilidad de paralizar completamente el funcionamiento de la sede bancaria. En el proyecto se preveía la modificación radical del interior del edificio, demoliendo parcialmente las crujías interiores para crear un gran patio de operaciones de planta pentagonal, colocado en el eje de simetría del chaflán. Desaparecían las escaleras originales del proyecto de Grases Riera y se proyectaban tres nuevas, dos de las cuales se situaban junto a las medianeras, enfrentadas a huecos singulares de la fachada. La tercera era una escalera de recorrido menor, para uso exclusivo del personal del banco.
La primera fase de obras, que obtuvo licencia en enero de 1944 e introdujo algunas modificaciones en el proyecto, fue realizada en colaboración con el ingeniero Enrique Cebrián y finalizó en 1945. El nuevo patio se cubrió a nivel del techo del entresuelo con un lucernario acristalado y una vidriera fabricada por la casa Maumejean.
La cubierta del patio de operaciones fue proyectada por el ingeniero de caminos José Marín Toyos con forma de bóveda cónica de directriz parabólica utilizando hormigón armado translúcido. Las obras de la cubierta fueron ejecutadas en 1947 bajo la dirección del propio Marín por la empresa Eclipse S.A. 
La decoración del patio de operaciones y de las nuevas escaleras fue descrita por los arquitectos en la memoria del proyecto como sencilla, a base de mármoles y bronces que den un conjunto severo al mismo tiempo que amplio. Lo más complejo y traumático para el edificio fue la sustitución parcial de la estructura interior, intercalando pilares metálicos en los muros de ladrillo, operación que se realizó sin vaciar el edificio y respetando los forjados. En las plantas baja y entresuelo, se mantuvieron las carreras de hierro, reforzadas o abrazadas por otras más potentes para permitir mayor separación de pilares y aumento de cargas. Se excavó también un segundo sótano en parte del solar y se colocaron cuatro ascensores generales en las cajas de escaleras y otros auxiliares en las oficinas. Aunque desaparecieron la escalera principal de José Grases y las columnas de fundición de las plantas baja y entresuelo, el saldo de esta primera fase de la reforma puede considerarse positivo. Las dos nuevas escaleras de las medianerías dieron sentido a los accesos singulares de los extremos de la fachada, ganando el conjunto en coherencia. Tipológicamente, la planta del edificio ganó en claridad, más acorde con el uso bancario y el carácter público, y la decoración elegida resultó digna, reflejando la imagen de solidez y sobriedad que deseaba la institución.
Hacia 1954-1955 se ejecutó la segunda fase de la reforma, consistente en la ampliación del edificio para recuperar la edificabilidad perdida con la remodelación del patio, aprovechando el refuerzo estructural realizado la década anterior. Los encargados de llevarla a cabo fueron los mismos arquitectos. La ampliación se planteó como la elevación completa de una planta y la adición de un ático y un sobreático retranqueados, eliminando el sotabanco primitivo. Hasta ese momento el edificio tenía seis plantas sobre rasante: baja, entresuelo, principal, segunda, tercera y sotabanco abuhardillado con cubierta quebrada. Con la remodelación pasó a tener ocho. Se elevó una planta completa sobre la denominada tercera (en realidad cuarta), desmontando los elementos decorativos de fachada y coronación, incluyendo el torreón de esquina. Todo ello se reintegró en la nueva planta cuarta (en realidad quinta), dando la apariencia de que se había intercalado una nueva planta entre las existentes. Los huecos de ventana de la nueva planta tercera eran neutros, desprovistos de decoración y colocados en los ejes de los existentes, sin alterar el ritmo horizontal de la composición. Se tuvo especial cuidado en no desvirtuar el carácter de la esquina, doblando una de las impostas e introduciendo unas pilastras con ménsulas similares a las colocadas por Saldaña en la planta baja. Esta compleja operación de desmontaje y reconstrucción, frente a las elevaciones de planta al uso, se realizó para respetar el perfil del edificio y salvar el protagonismo del torreón de la esquina, que de otra manera hubiera quedado integrado en el volumen edificado. El resultado no alteró en exceso la composición ni carácter del edificio. La adición de un ático y sobreático por encima de la cornisa del edificio en sustitución del sotabanco se proyectó tratando de minimizar el impacto visual, como se aprecia en la voluntad de escalonar y retranquear la nueva edificación en las medianerías. Sin embargo, las obras se realizaron de forma algo diferente, aprovechando al máximo el espacio disponible.
El edificio fue incoado como Bien de Interés Cultural, en categoría de Monumento, por orden de 4 de junio de 1977, si bien su declaración no llegó a efectuarse en los treinta y cinco años siguientes
Durante los años siguientes se realizaron obras de menor importancia. En 1994, el Banco de Santander adquirió el Banco Español de Crédito, aunque respetando su independencia. A mediados de la década de los noventa se planteó una nueva reforma de carácter general para modernizar las instalaciones y ampliar la superficie de oficinas. En 1995 se solicitó licencia para modificación de instalaciones, y por las mismas fechas se procedió a reconfigurar el patio central, desplazando el lucernario de cristal y la vidriera de Maumejean hasta el nivel de la planta sexta (séptima), transformando los paramentos del patio construido en 1945 en muros interiores del patio de operaciones, modificando la composición de huecos y forrando el conjunto con mármol travertino. En el gran espacio cubierto de ocho plantas que resultó de la operación se colocó una escalera de evacuación exenta de carácter escultórico. El contraste entre la decoración de las dos plantas inferiores y las seis superiores resultó muy desafortunado, aunque se respetaron los elementos decorativos de la reforma de 1945.
En 1999 se produjo la fusión bancaria del grupo Banco de Santander y el Banco Central Hispano Esa circunstancia propició la conexión interna del edificio La Equitativa con los colindantes de calle Alcalá, 12, y plaza de Canalejas, 1. En el año 2001 se realizaron en el edificio obras que no afectaron de forma significativa a su configuración. El Banco de Santander, propietario del inmueble, trasladó los servicios bancarios de Banesto a su nueva sede financiera en Boadilla del Monte, dejando vacío el edificio.

### Centro Canalejas
El Banco Santander lo vendió en 2012 -fecha a en la que fue declarado bien de interés cultural, junto con otros cinco edificios colindantes, entre ellos el edificio del Banco Hispano Americano- al grupo OHL. En la actualidad está siendo reformado en el marco de la denominada operación Canalejas para albergar un hotel de lujo de la cadena Four Seasons.

## Descripción
El antiguo edificio La Equitativa, posteriormente sede histórica del Banco Español de Crédito, está ubicado en un solar situado entre medianeras en la confluencia de las calles de Alcalá y Sevilla, en Madrid.
Las fachadas, de más de 120 metros de desarrollo y las primeras crujías del edificio, son obra del arquitecto José Grases Riera y están consideradas como una de las más brillantes adaptaciones de los modelos de arquitectura ecléctica en Madrid, y tienen un enorme peso en el escenario urbano de esa zona. Responden en sus líneas fundamentales a principios clásicos de composición, organizadas en tres cuerpos horizontales separados por cornisas y balconadas. Cada cuerpo tiene un carácter distinto: comercial y de oficinas el inferior, representativo el intermedio y doméstico el superior. Esta organización, inspirada en los palacios de los siglos anteriores, responde a la estructura vertical de usos previa a la invención e implantación de ascensores en las edificaciones.

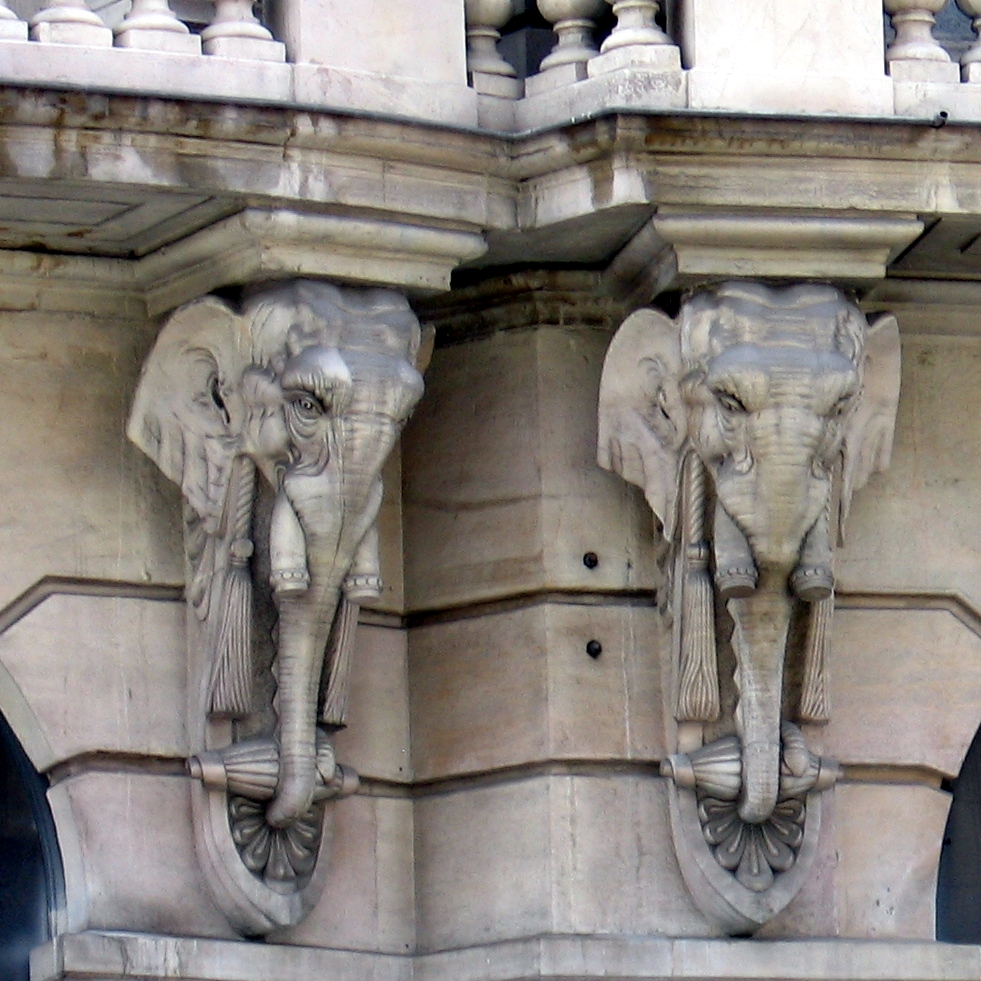
Ménsulas con forma de cabeza de elefante

El edificio fue construido con una planta subterránea compuesta por sótanos destinados a instalaciones y «bodegas» para los inquilinos de las viviendas y locales de alquiler. Sobre ella, la composición tripartita ya citada. El cuerpo inferior o basamental, de doble altura —planta baja y entresuelo—, se estructura a partir de pilastras de piedra con junta rehundida enlazadas por arcos de medio punto o simples arcos rebajados. Se reservan los arcos de medio punto para los ejes y extremos de la composición de cada fachada, mientras que los arcos rebajados ocupan los lugares secundarios. Cortando horizontalmente los grandes huecos del basamento, asoman los forjados del entresuelo protegidos por paneles decorados de bronce, con antepechos de hierro forjado de elaborado diseño, con predominio de las líneas curvas procedentes de la estilización de elementos vegetales. Abrazando las pilastras, a la altura del entresuelo, se colocan faroles de forja con globos esféricos que interpretan los modelos utilizados en el París de la época, con un diseño que raya en el virtuosismo. Para soportar la balaustrada de piedra que separa el basamento del cuerpo intermedio de fachada, se disponen ménsulas clásicas bellamente decoradas o cabezas de elefantes, estas últimas asociadas siempre a los accesos, a los huecos principales y al esquinazo. Grases utilizará nuevamente este original motivo decorativo en la fachada del Teatro Lírico de la calle Marqués de la Ensenada. Cinco huecos de acceso de planta baja disponen de bellas cancelas de forja diseñadas por Grases, tres de ellas originales y las otras dos imitaciones algo posteriores. El resto de huecos, transformados en ventanas en 1920, tienen antepechos de piedra con bandejas soportadas por ménsulas, según diseño de Joaquín Saldaña, y rejas artísticas de forja del mismo arquitecto que se integran perfectamente en el conjunto original. En el entresuelo, todos los huecos conservan antepechos de forja originales, salvo los tres correspondientes a los accesos iniciales, donde existen cancelas de forja a modo de tímpanos.

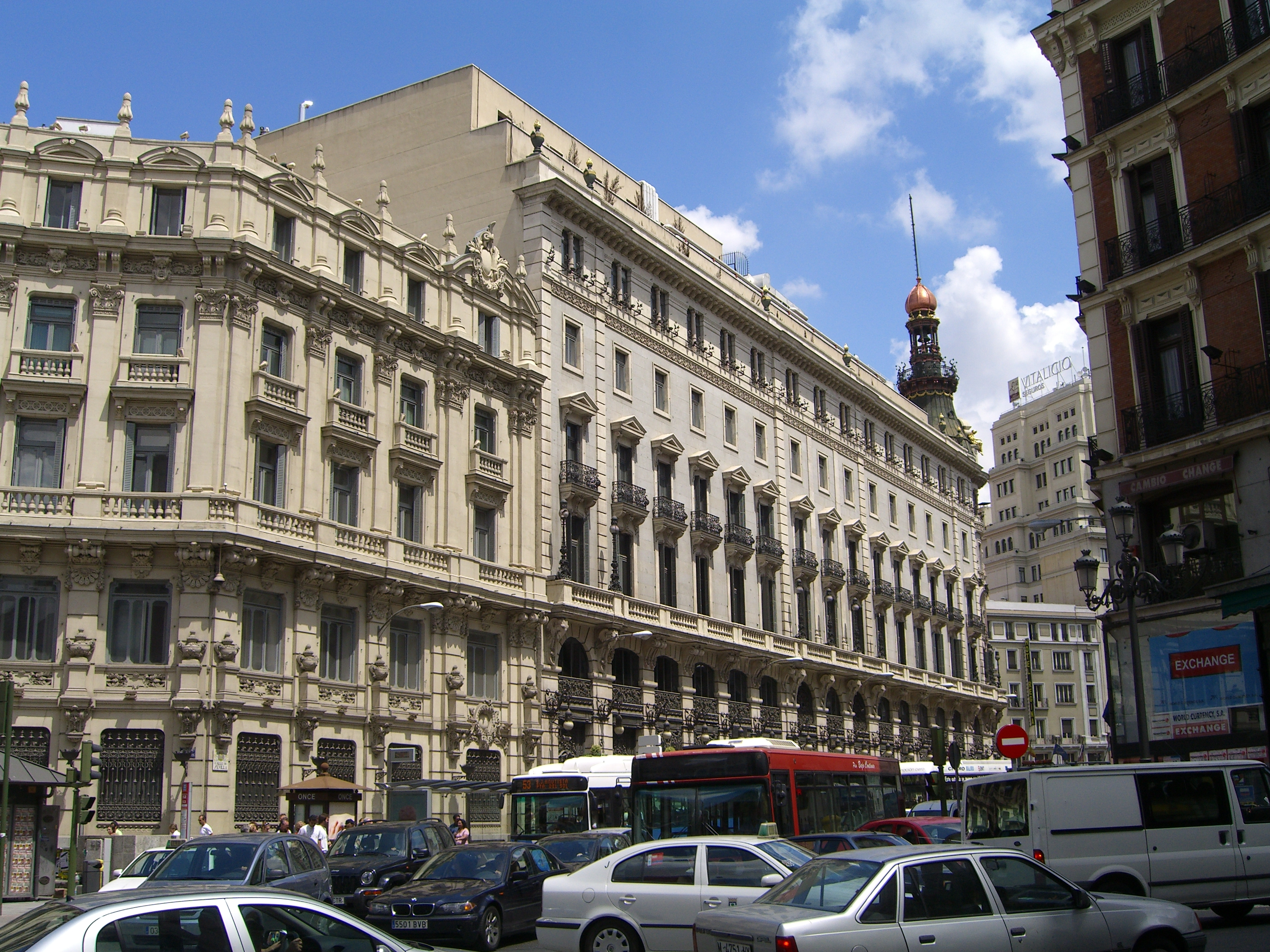
Vista de las fachadas de los edificios del Banco Hispano Americano y de La Equitativa en la calle Sevilla. Se observa cómo ambas balconadas mantienen la continuidad

El cuerpo o zona intermedia de la fachada arranca de la balaustrada de la planta principal o segunda y llega a la cornisa que separa de la planta quinta o superior. Actualmente abarca tres plantas, pero en origen eran solo dos, las denominadas principal y segunda. Sobre los muros de sillería de granito azulado, enmarcados con caliza marmórea de Palazuelos y Baides, se disponen con ritmo uniforme huecos enlazados verticalmente. Los guardapolvos de los balcones de planta tercera son frontones triangulares muy salientes, mientras que las propias bandejas de los balcones y sus ménsulas de apoyo hacen las veces de guardapolvos de los huecos de la planta principal. Las barandillas de los balcones de la planta tercera son de hierro forjado para aligerar el conjunto. La actual planta cuarta, introducida en la reforma de 1955, tiene ventanas más pequeñas con recercado sencillo, que no compiten con el resto de huecos, entendiéndose como un añadido.
El cuerpo superior, de remate o ático, consta de una sola planta que incorpora una sucesión de ventanas geminadas con parteluces de piedra, situadas en el eje de los balcones inferiores y apoyadas directamente en una cornisa de carácter decorativo que lo separa del cuerpo intermedio. A pesar de acoger las partes menos nobles y representativas del edificio, mantiene un magnífico nivel de diseño que se extiende a los elementos arquitectónicos que conforman los huecos, a las barandillas de forja artística, a la cornisa general y a la balaustrada de remate de la misma.
Los alzados se organizan verticalmente mediante pilastras de caliza marmórea con juntas rehundidas, colocadas simétricamente en los extremos y el centro de cada fachada. Coinciden con los lugares singularizados donde se sitúan los arcos de medio punto y las ménsulas de cabeza de elefante.
El chaflán se resuelve con una rotonda cilíndrica rematada por un torreón, donde se acumulan los elementos más importantes del diseño. En el basamento aparecen tres huecos rematados en arcos de medio punto, sobre los cuales continúa la balaustrada corrida de la planta principal, sustentada por cabezas de elefantes. En el cuerpo intermedio se adosan a fachada cuatro columnas pulimentadas de granito rojo de doble altura con basas y capiteles de bronce, entre las cuales aparecen los balcones de plantas segunda y tercera, así como un gran nicho con remate semicircular que en origen acogía la escultura de La prevención de la orfandad y la viudez, tabicado en 1920 para colocar el rótulo institucional del banco. Sobre la hornacina se sitúa el tarjetón en el que se ubicaba el primitivo rótulo corporativo de La Equitativa. Tras el pequeño cuerpo de planta cuarta añadido en 1955, en el que se duplica la imposta decorada de fachada y se añaden cuatro pilastras-ménsula prolongando las columnas, el cuerpo superior recupera las ventanas geminadas del resto de las fachadas y la gran cornisa de remate, mientras que la balaustrada general se transforma en historiado frontispicio con las dos alegorías del Pasado y el Porvenir —simbolizadas respectivamente por sendas matronas con un reloj de arena y la rueda de la Fortuna— en bronce dorado flanqueando un reloj. El torreón es un elemento singular por su original y cuidado diseño y por la nobleza de sus materiales, hierro, cobre y fundición. Sobre un fuste troncocónico de generatriz cóncava se sitúa una plataforma circular con barandilla a modo de mirador. La parte superior es un esbelto templete de finas columnillas con cúpula bulbosa.

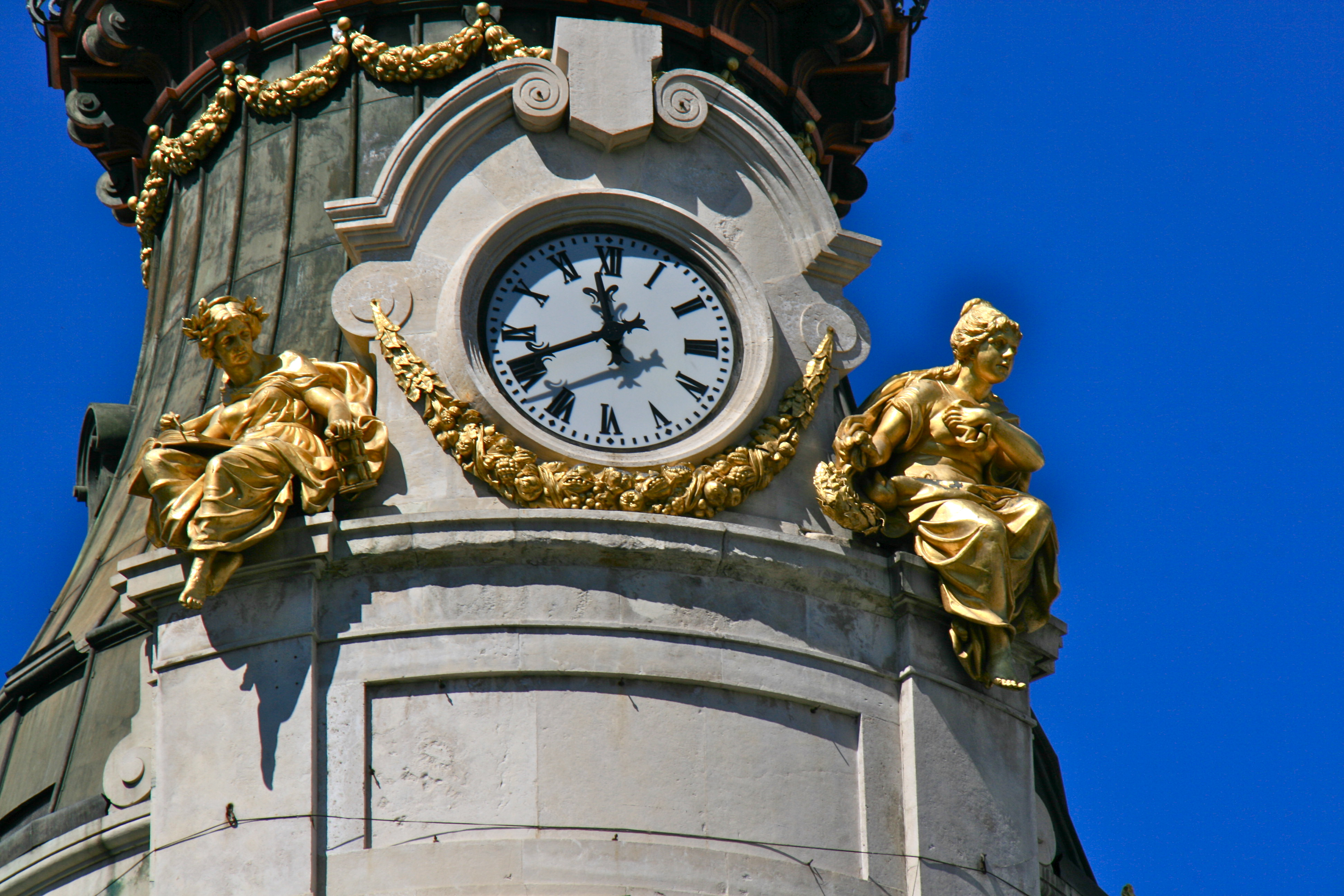
Alegorías del Pasado y el Porvenir flanqueando el reloj del torreón del palacio de la Equitativa

En el interior del edificio, la estructura está muy alterada, pero las crujías exteriores conservan la configuración original, y aunque la alineación de pilares metálicos data de la reforma de 1945, se conservan intactos los forjados de viguetas de hierro y las carreras de apoyo del mismo material, al menos en los cinco niveles inferiores. La decoración de las estancias ubicadas en esas crujías es de diferentes estilos y desigual interés, dependiendo de los usos de cada zona.
Las plantas baja y entresuelo (primera), que fueron espacios diáfanos de oficina y zonas de público, están tratados con dignidad como resultado de la reforma de 1945, utilizando mármoles de diferentes tonalidades, con cerrajería y complementos de latón y bronce. La decoración clasicista en las zonas contiguas al patio de operaciones tiene como protagonistas los pilares exentos de mármol verde con basas y capiteles corintios de latón, a juego con las barandillas del entresuelo y de las escaleras. En la planta segunda o principal, se conservan algunos restos de la decoración de estilo francés, probablemente original del edificio, localizada en la rotonda de esquina y espacios adyacentes. Destaca la chimenea ubicada en el eje del chaflán, tras la hornacina de la fachada, así como el espejo, molduras y relieves del despacho. Otros despachos y oficinas de esa planta tienen carpintería interior de diseño sobrio pero de gran empaque y proporciones palaciegas, quizás procedentes de la reforma de 1945. En la planta tercera, el interés de la decoración se centra en los despachos próximos a la esquina, donde estuvo en origen el estudio de José Grases. La decoración actual, de época no determinada, incluye panelados y puertas de madera barnizada con herrajes de latón. El resto de la planta presenta un aspecto digno, pero sin otros elementos significativos. Las plantas cuarta y quinta no conservan elementos decorativos de interés, aparte de la carpintería de ventanas. Las oficinas de las crujías exteriores de las plantas sexta y séptima son espacios añadidos por encima de la cornisa general del edificio, sin ningún interés, que no tienen estructura o forjados originales.

## Protección
La fachada de José Grases hasta la balaustrada superior, incluyendo la carpintería y rejería añadidas posteriormente por Joaquín Saldaña y Javier Barroso, es un elemento auténticamente singular en el panorama arquitectónico madrileño y español de la época, merecedor de la máxima protección legal como Bien de Interés Cultural. Las crujías adyacentes a la fachada hasta la planta quinta son elementos fundamentales para la contextualización, correcta utilización y conservación de la fachada exterior, y en lo que respecta a su estructura, mantienen intactos los forjados y carreras de acero roblonado en los cinco niveles inferiores, y conservan restos de la decoración original en la planta principal, así como decoraciones de interés, elementos de carpintería y cerrajería artística de otras épocas, por lo que deben quedar incluidas como objeto de la declaración de Bien de Interés Cultural. La estructura vertical de pilares está completamente alterada, de forma que no se protege la materialidad de la misma, salvo los decorados en 1945.